# Tonszajewo
Tonszajewo (ros. Тоншаево) – osiedle typu miejskiego w Rosji, w obwodzie niżnonowogrodzkim, ośrodek administracyjny rejonu tonszajewskiego. W 2010 liczyło 180 mieszkańców.